# Barbourville
Barbourville è un comune degli Stati Uniti d'America, situato nello Stato del Kentucky, nella contea di Knox, della quale è il capoluogo.